# Propallene stocki
Propallene stocki là một loài nhện biển trong họ Callipallenidae. Loài này thuộc chi Propallene. Propallene stocki được miêu tả khoa học năm 1956 bởi Fage.